# Scapsipedus felderi
Scapsipedus felderi är en insektsart som beskrevs av Henri Saussure 1877. Scapsipedus felderi ingår i släktet Scapsipedus och familjen syrsor. Inga underarter finns listade i Catalogue of Life.